# 湖南汽车工程职业大学
27°52′55″N 113°08′33″E / 27.881873°N 113.142571°E
湖南汽车工程职业大学是中华人民共和国湖南省的一所公办本科层次职业学校。

## 校史
1957年9月，民办曙光中学创办，地址在田心北门外麻塘坳，规模仅初中3个班。其后学校三易校址，分别在田心芋头冲、田心东门曙光小学办学。
1971年，曙光民办中学改制为公立学校，定名为株洲市第九中学，当时班级有8个；学校迁入现校址，采取“一边建校，一边办学”的形式，办学条件简陋，水电不足。
1987年秋，学校财会专业招生2个班，改名为株洲市财会职业学校。1988年，学校实行结构工资制；同年创建华日进口汽车修理厂，开办进口汽修专业。
1990年，环保专业招生2个班，学校改名为株洲市环保职业中专学校。1995年，学校晋升为“国家级重点职业学校”。
1996年，更名为株洲市职业中专学校，同时加挂株洲机械电子工业学校校牌。1998年，更名为株洲第一职业中专学校。
2005年3月，升格为株洲职业技术学院。2014年，更名为湖南汽车工程职业学院，該校也擬定於「十四五」期間升格為本科層次的湖南汽车工程职业大学。2024年6月17日，中华人民共和国教育部批准成立湖南汽车工程职业大学。

## 院系
学院下设6系2部2中心：汽车电子系、汽车运用系、汽车商务系、机电工程系、信息工程系、经济贸易学院；基础课部、中专部；继续教育与培训中心、机动车驾驶员培训中心。
- 省级示范性特色专业：汽车电子技术、汽车技术服务与营销。

## 学校文化

### 校训
厚德，精技，笃学，致用

### 学风
团结，争光，务实，创新

## 奖项
学校先后荣获“全国职业教育先进单位”（2002年）、“全国职业技术学校就业指导先进学校”、“湖南省职业教育先进单位”、“湖南省园林式单位”、“湖南省文明卫生单位”、 “湖南省毕业生就业工作先进单位”、“湖南省高校心理健康教育先进单位”、“湖南省劳动保障厅优秀职员技能鉴定所”等荣誉奖项。